# Хэдшоп

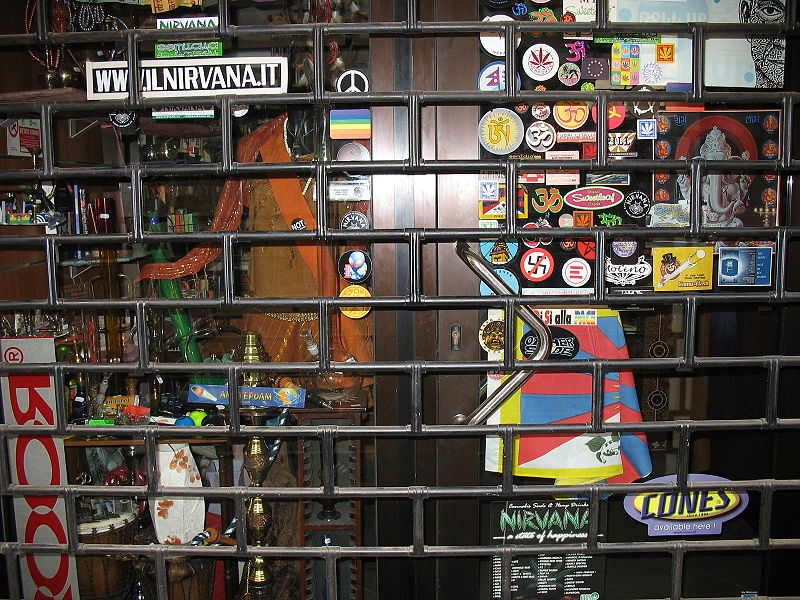
Хэдшоп во Флоренции, Италия

Хэдшоп (от англ. pothead, «курильщик марихуаны» + shop) — магазин, где продаются приборы для курения конопли (бонги, кальяны, электроингаляторы, бумага для джойнтов), одежда и сувениры с «конопляной» символикой, литература, связанная с коноплей, семена и изделия из конопли и любые другие товары того же рода, кроме психотропных препаратов. Декриминализация марихуаны была одним из важных факторов развития хэдшопов (главным образом, в США, Канаде, Австралии и Западной Европе).